# Виґода (Радомщанський повіт)
Виґода (пол. Wygoda) — село в Польщі, у гміні Ґідле Радомщанського повіту Лодзинського воєводства.
Населення — 88 осіб (2011).
У 1975-1998 роках село належало до Ченстоховського воєводства.

## Демографія
Демографічна структура станом на 31 березня 2011 року:
|          | Загалом | Допрацездатний вік | Працездатний вік | Постпрацездатний вік |
| -------- | ------- | ------------------ | ---------------- | -------------------- |
| Чоловіки | 49      | 13                 | 30               | 6                    |
| Жінки    | 39      | 8                  | 21               | 10                   |
| Разом    | 88      | 21                 | 51               | 16                   |